# Постачання артилерії в Україну під час російського вторгнення
У таблицях позначена техніка згідно інформації яка є у відкритих джерелах під час російського вторгнення в Україну.
Станом на червень 2024 року, в Україну відбулося або триває постачання такої кількості захисного та гуманітарного обладнання (мінімальна оцінка):

## Загальна кількість артилерії
| тип, калібр                              | отримано   | трофеї    | всього     |
| ---------------------------------------- | ---------- | --------- | ---------- |
| <100                                     | 218+       | 5+        | 223+       |
| 100-150                                  | 401/605+   | 75        | 476/680+   |
| 150>                                     | 525/690+   | 125       | 650/815+   |
| системи M142 та M270                     | 65         | —         | 65         |
| інші РСЗВ та установки некерованих ракет | 87+        | 45+       | 132+       |
| ОТРК та ракетні системи                  | 6          | —         | 6          |
|                                          |            |           |            |
| загалом                                  | 1302/1671+ | 250       | 1552/1921+ |
|                                          |            |           |            |
| L119                                     | L119       | L119      | 199        |
| M777                                     | M777       | M777      | 170        |
| AHS Krab                                 | AHS Krab   | AHS Krab  | 74         |
| M109                                     | M109       | M109      | 69+        |
| 2А18 Д-30                                | 36         | 26        | 62         |
| БМ-21 «Град»                             | 21+        | 28        | 49+        |
| 2С19 «Мста-С»                            | —          | 44        | 44         |
| HIMARS                                   | HIMARS     | HIMARS    | 38         |
| CAESAR                                   | CAESAR     | CAESAR    | 37/49      |
| 2С3 «Акація»                             | —          | 31        | 31         |
| AS-90                                    | AS-90      | AS-90     | 30         |
| PzH 2000                                 | PzH 2000   | PzH 2000  | 28/128     |
| MRLS M270                                | MRLS M270  | MRLS M270 | 27         |
| 2С1 «Гвоздика»                           | 21+        | 6         | 27+        |
| Zuzana 2                                 | Zuzana 2   | Zuzana 2  | 8/35       |

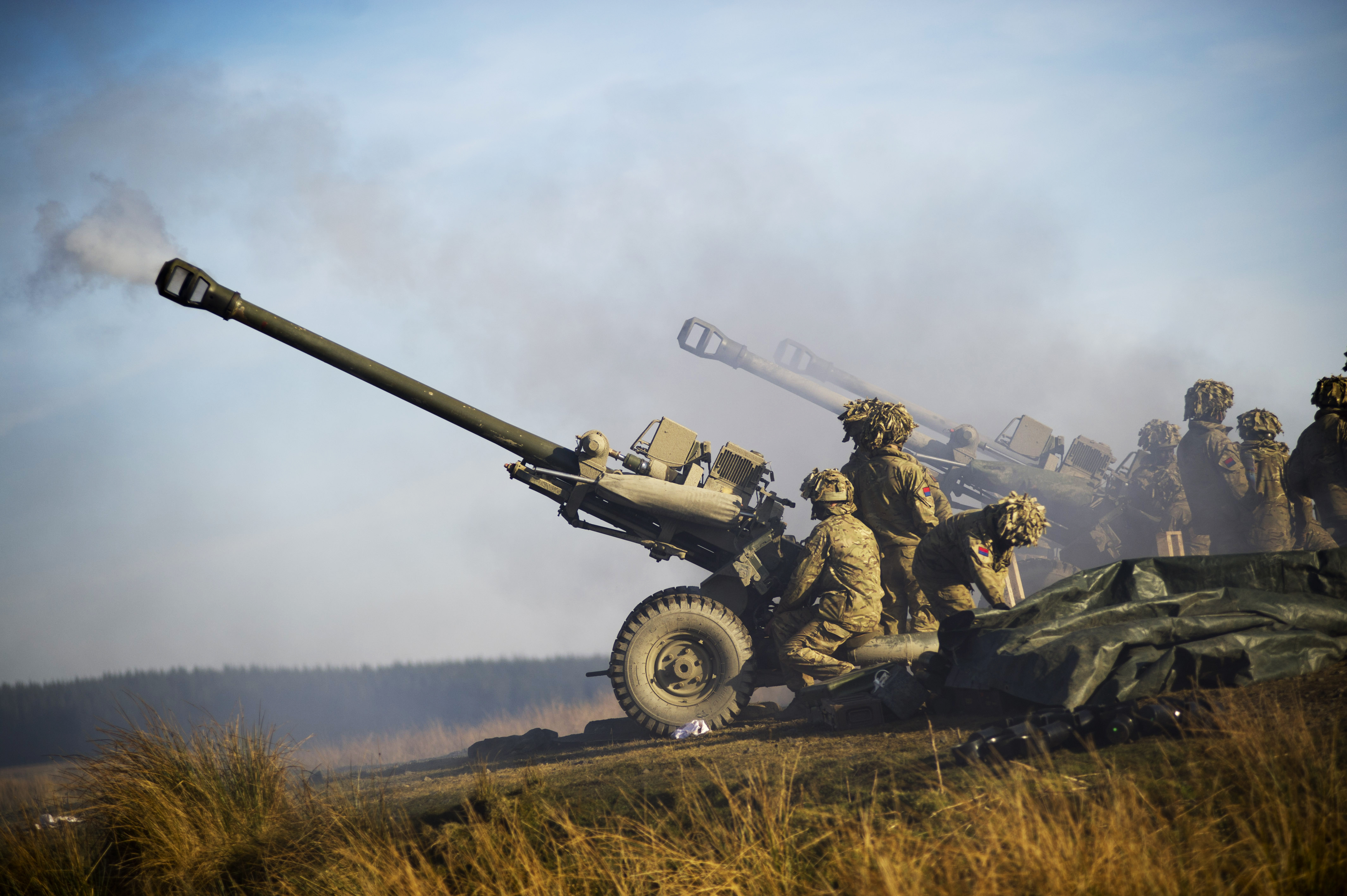
Україна отримала щонайменше 199 гаубиць L118/L119
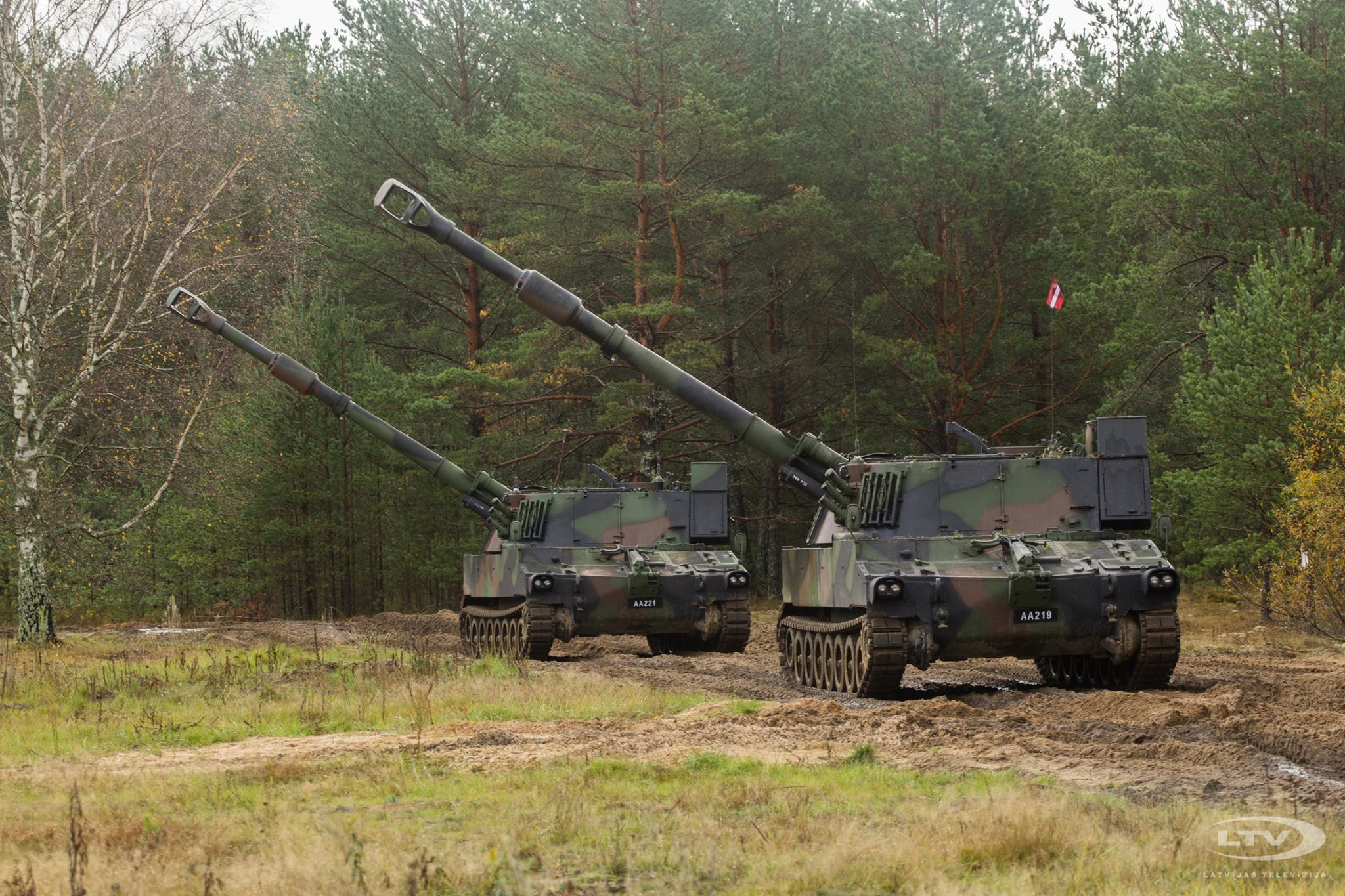
Україна отримала щонайменше 69 САУ M109
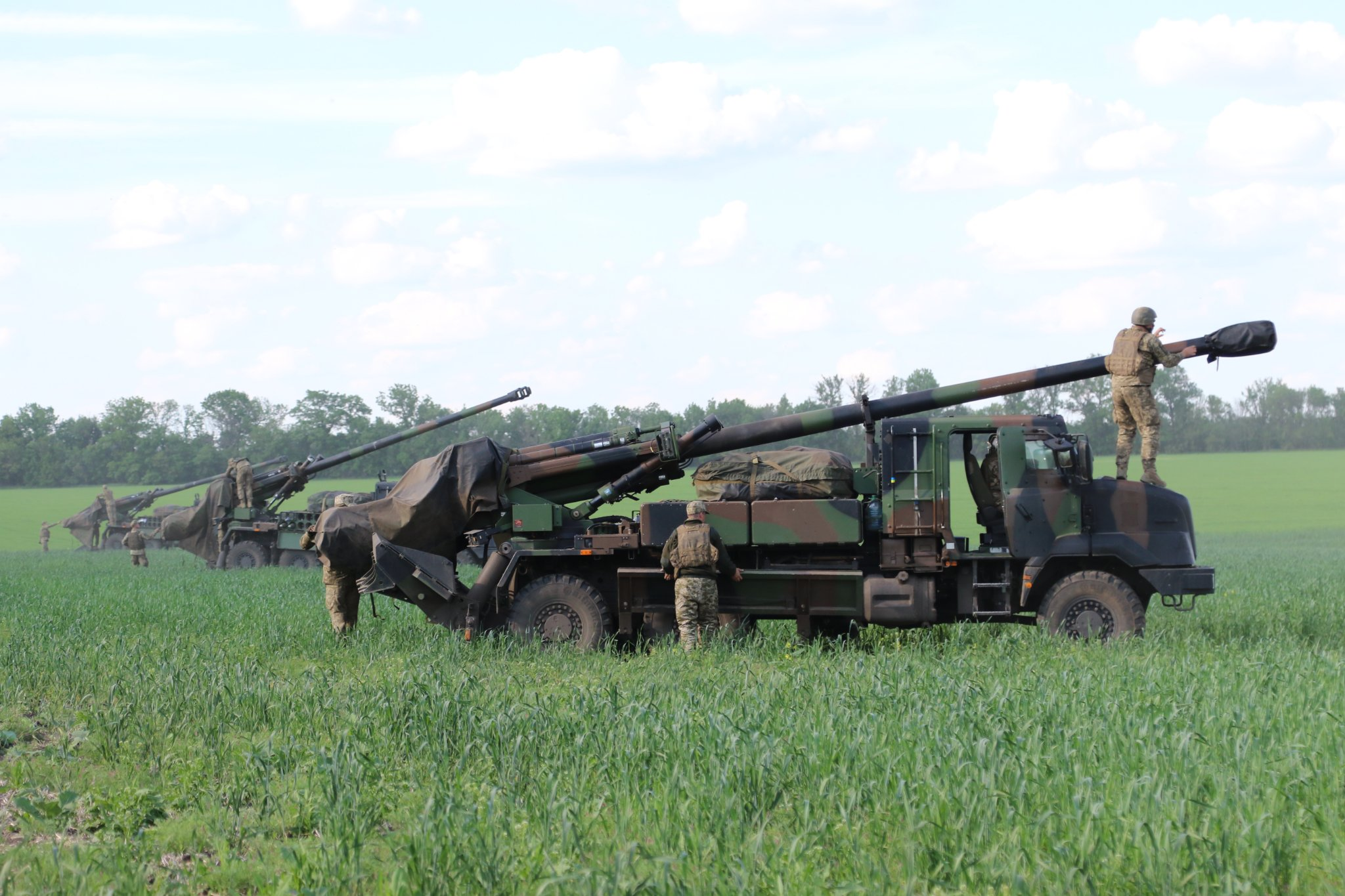
Україна має отримати 49 САУ CAESAR від Франції та Данії
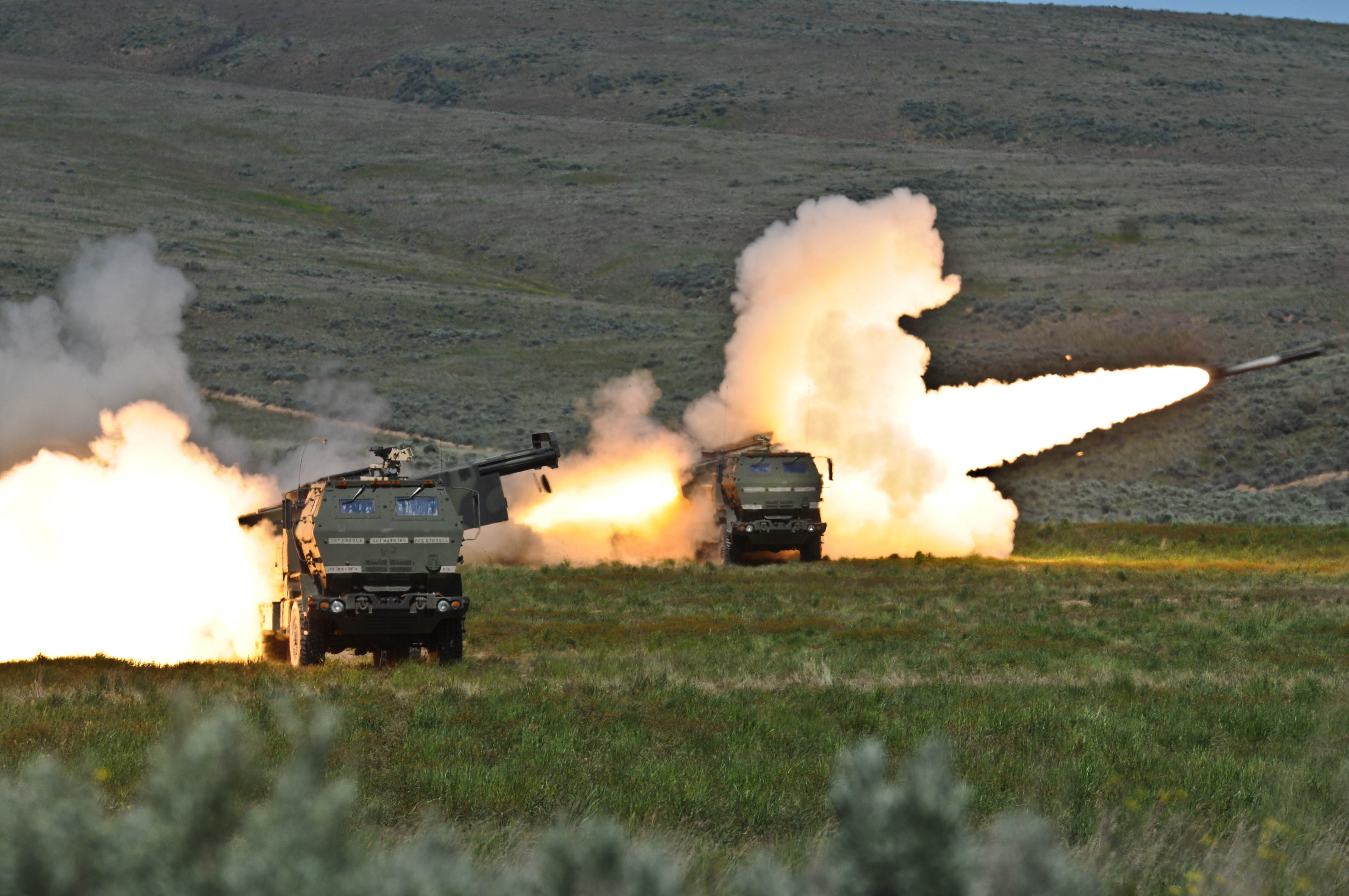
24 системи M142 HIMARS отримано від США і ще 18 замовлено
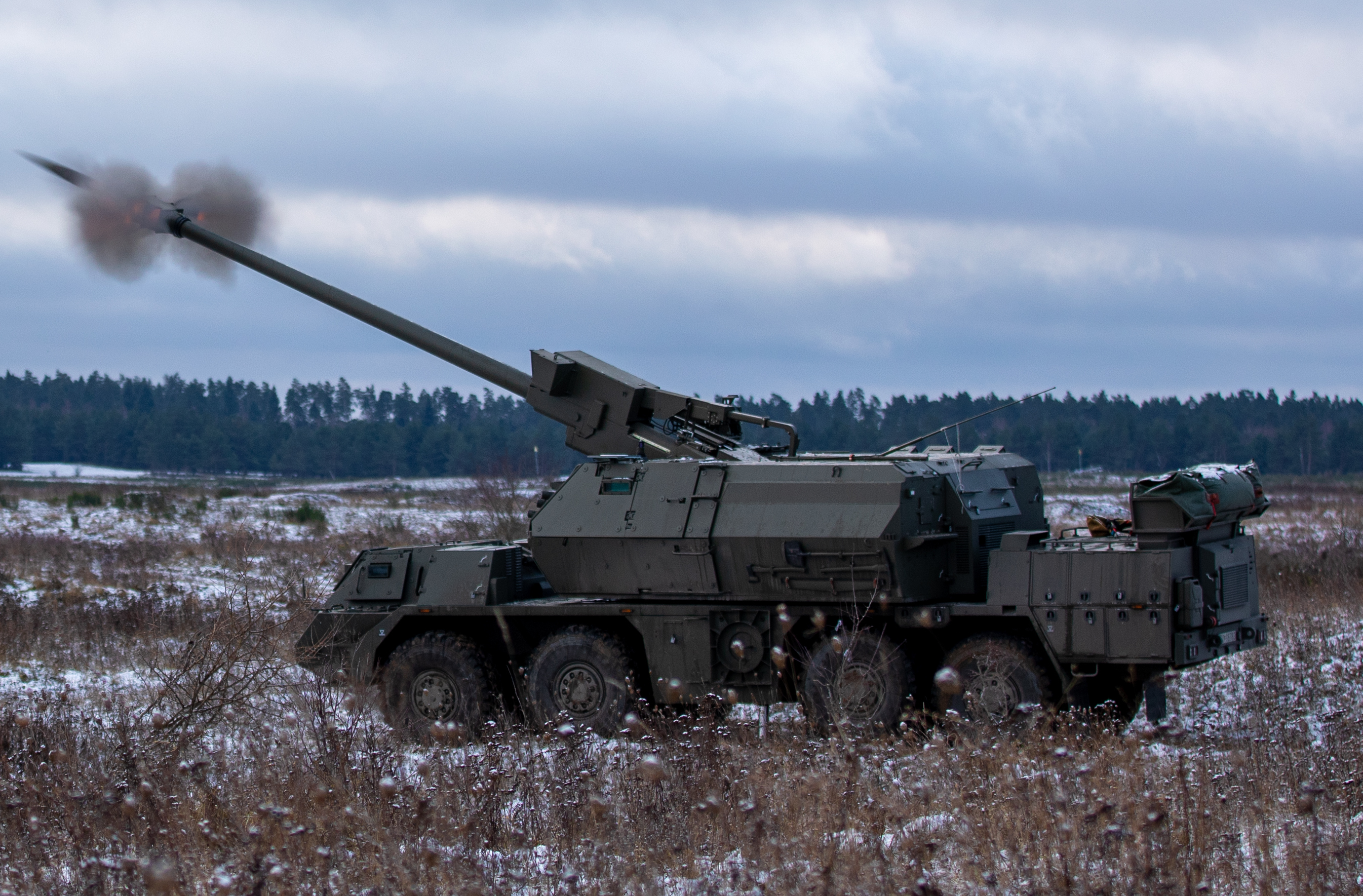
Україна має отримати 35 САУ Zuzana від Словаччини та ЄС
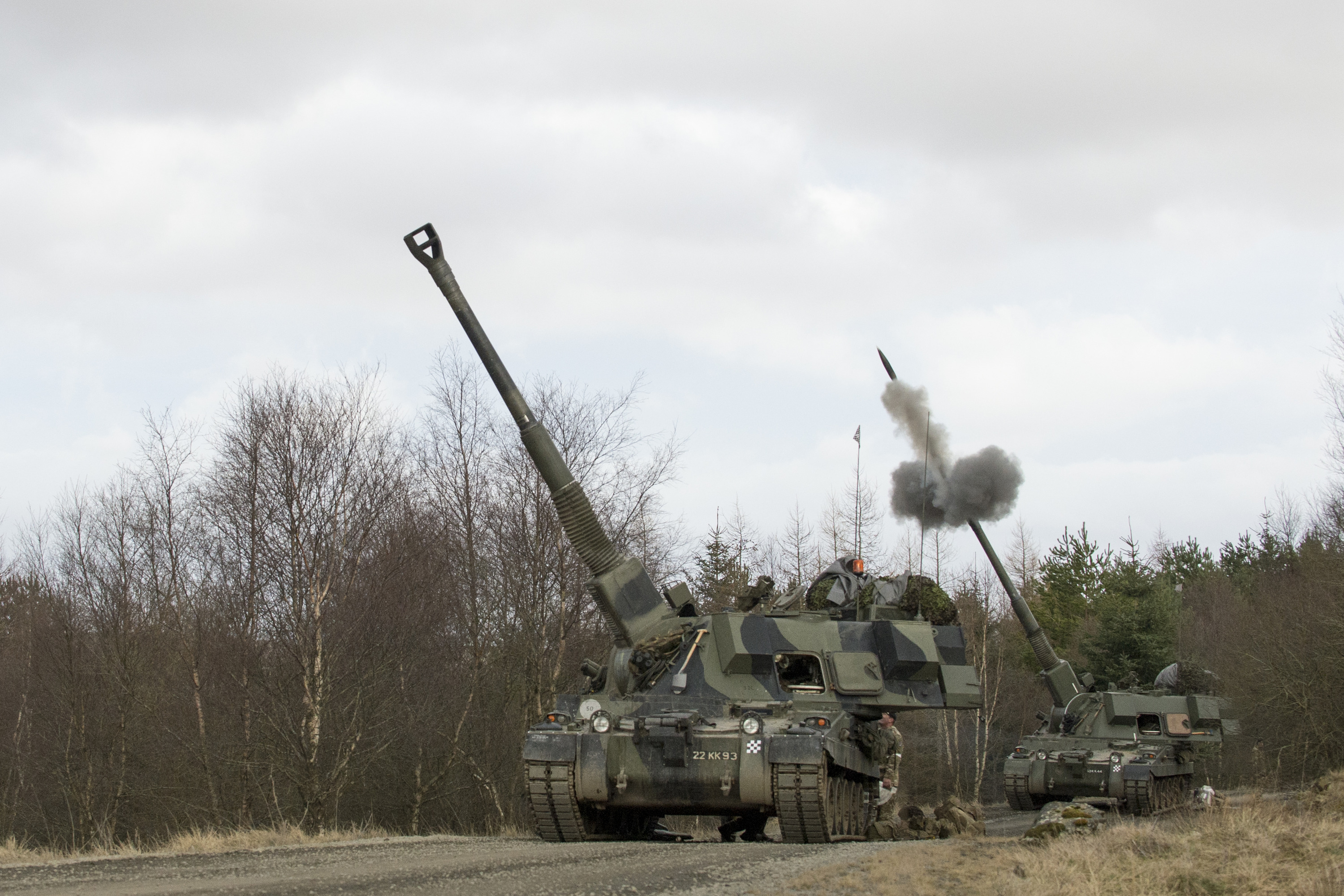
30 САУ AS-90 має отримати Україна від Великобританії
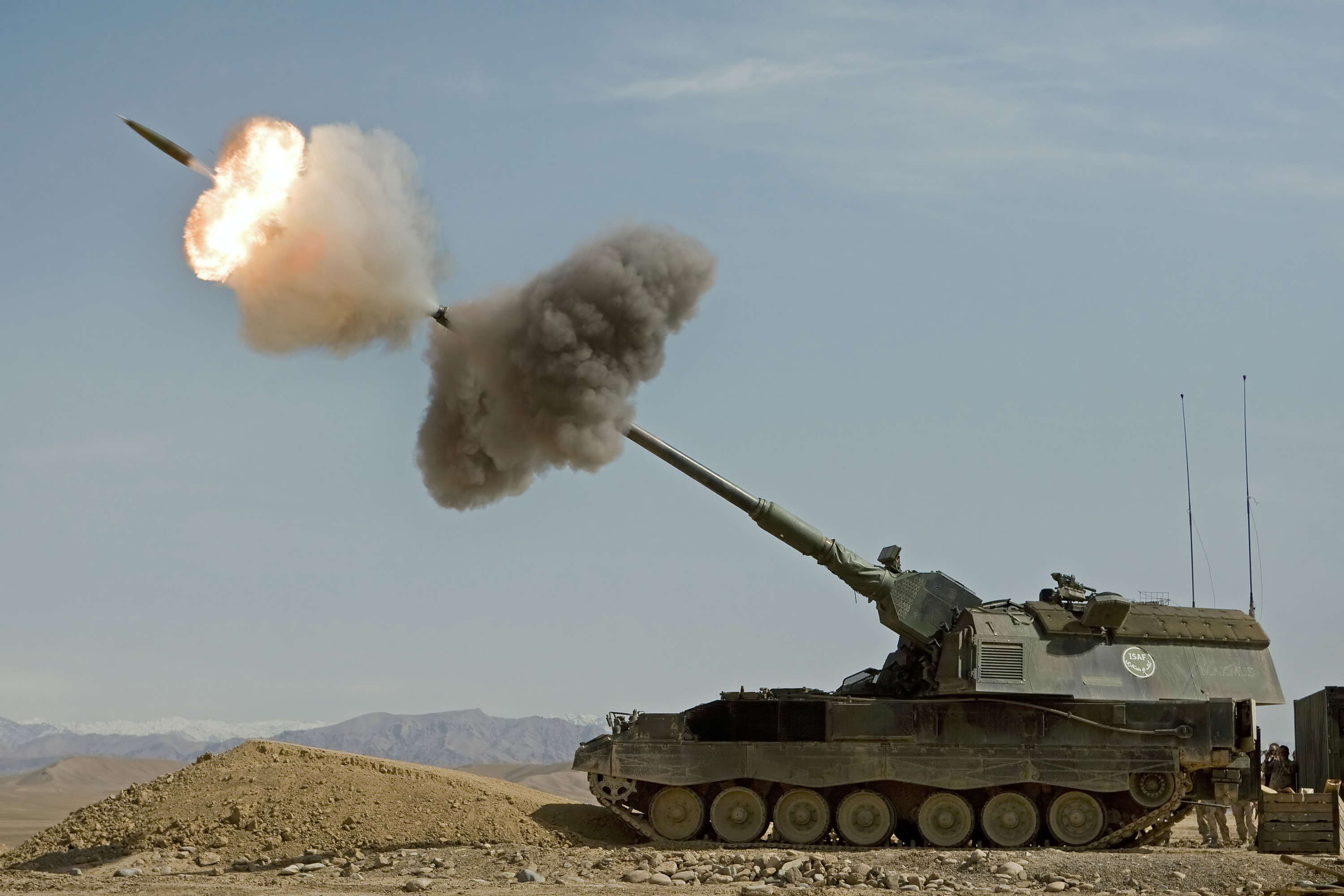
28 САУ PzH 2000 отримано і ще 100 замовлено

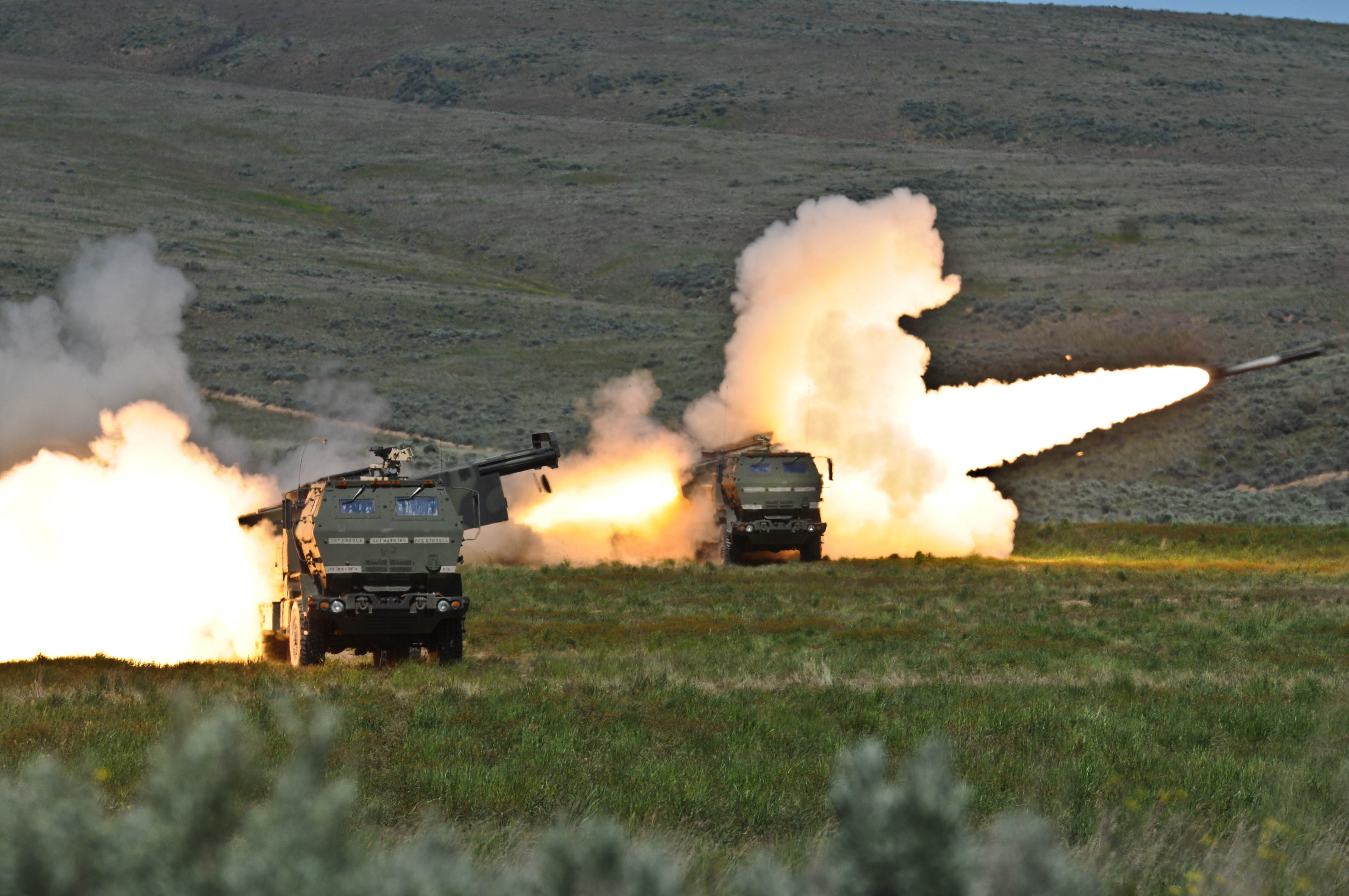
20 системи M142 HIMARS отримано від США і ще 18 замовлено
Щонайменше 20 різних модифікацій M270 має отримати Україна
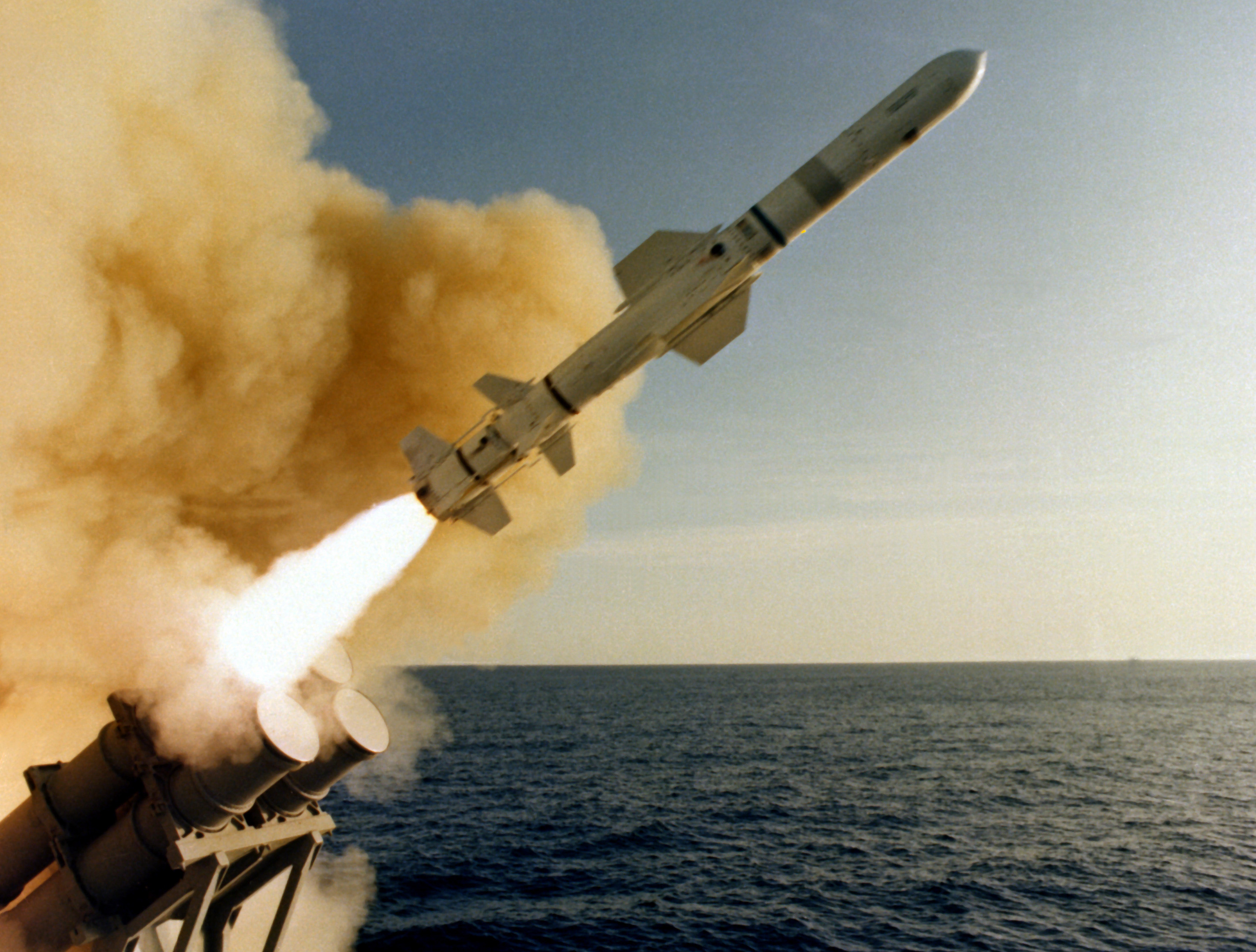
Пускова установка ракет Harpoon
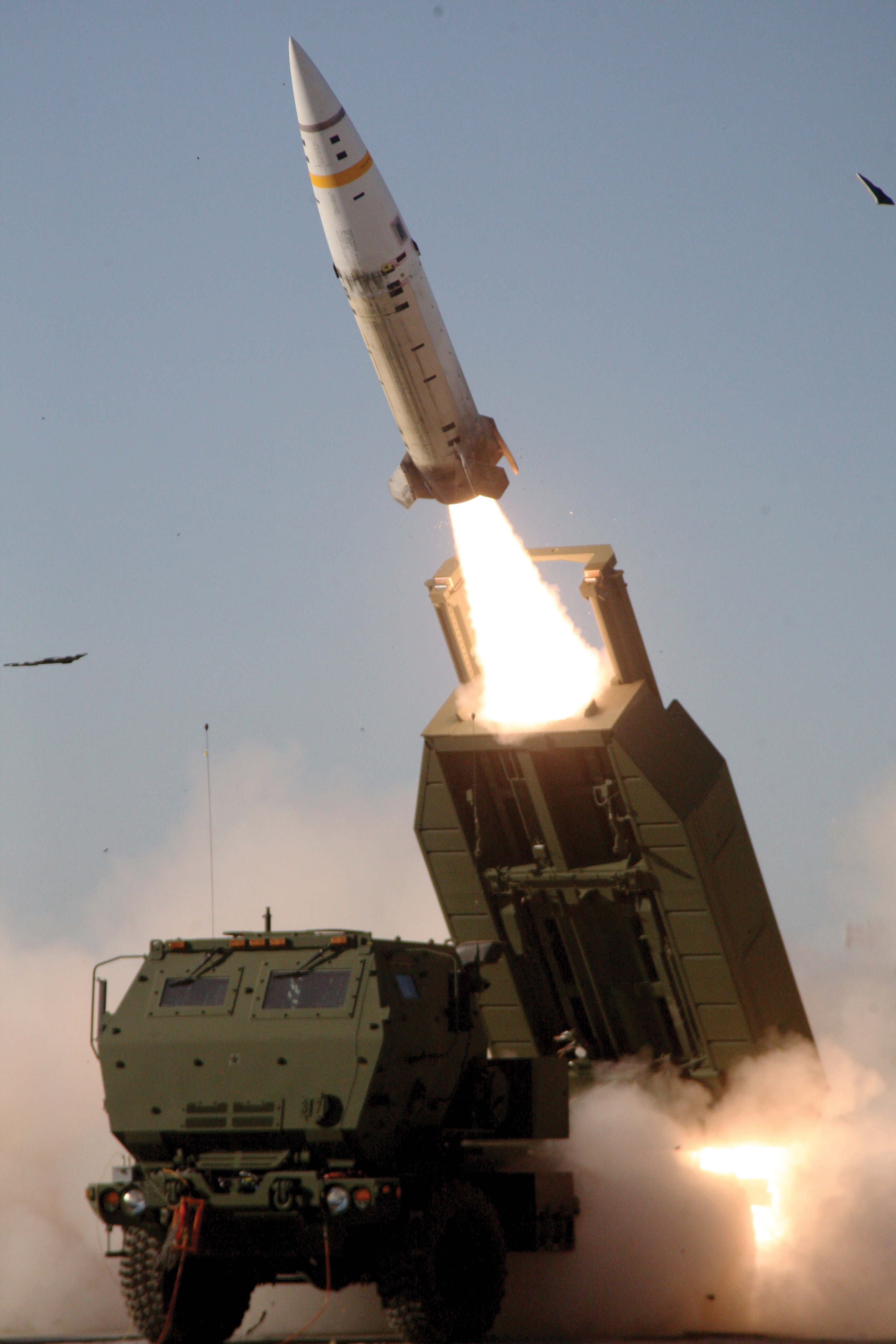
Оперативно-тактичний ракетний комплекс MGM-140 ATACMS
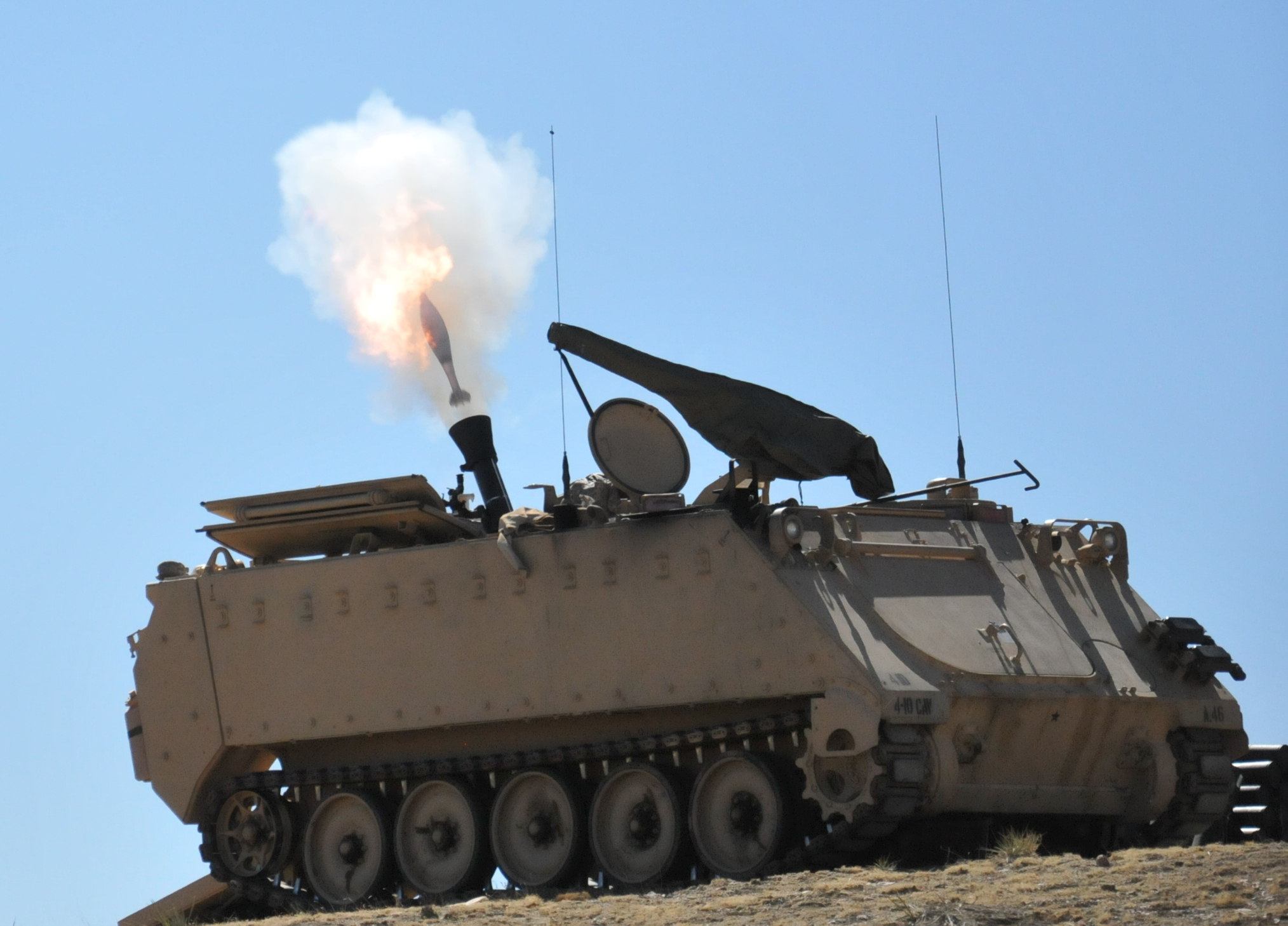
10 самохідних мінометних установок на базі M113 отримала Україна від Литви

## Українське виробництво

### Загальна інформація
26 січня 2023 року стало відомо що розпочалося серійне виробництво української САУ 2С22 «Богдана». 2 липня стало відомо що Словацька Konstrukta Defence, та Краматорський завод важкого верстатобудування спільно розроблятимуть 155-мм гаубиці. 10 вересня стало відомо що компанія BAE Systems має намір почати виготовлення запасних компонентів для артилерійського обладнання в Україні.
6 січня 2024 року стало відомо що самохідний протитанковий ракетний комплекс «Штурм-СМ» пройшов державні випробування. Згідно інформації, опублікованій 20 березня у Washington Post, Україна виробляє ракети із дальністю понад 640 км. У квітні український ВПК вперше вийде на виробництво 10 САУ «Богдана» на місяць. 1 серпня було оприлюднено інформацію що в Україні розробляється причіпна 155-мм гаубиця на основі артилерійської частини від колісної установки 2С22 «Богдана». У жовтні стало відомо про збільшення виробництва самохідних колісних артилерійських установок «Богдана» до 20 на місяць. 2 жовтня BAE System оголосило про плани обслуговувати та локалізувати M777 в Україні. 3 жовтня з’явився перший зразок буксируваної 2П22 «Богдана-Б», про роботу над якою вперше було у грудні 2023 року.
Наприкінці березня 2025 року стало відомо що український ВПК виготовляє понад 20 артилерійських систем 2С22 «Богдана» на місяць. Наприкінці квітня 2025 року було оприлюднено інформацію що місячне виробництво української колісної САУ «Богдана» сягнуло 36 одиниць на місяць.

### Постачання що тривають або завершені
| походження і назва | походження і назва            | тип                           | к-ть | подробиці |
| ------------------ | ----------------------------- | ----------------------------- | ---- | --- |
| Україна            | мобільна РСЗВ для ракет С-8КО | мобільна РСЗВ для ракет С-8КО | —    | 09.12.22 помічено в Україні |
| Україна            | Сівалка-ВМ8                   | 80-мм РСЗВ                    | —    | 13.12.22 помічено у використанні українськими військовими                                                                            |
| Україна            | 2С22 «Богдана»                | 155-мм самохідна гаубиця      | 30+  | 12.12.23 стало відомо що для Збройних Сил України вже зібрали близько 30 самохідних гаубиць 2С22 «Богдана»                           |
| Україна            | Сівалка-ВМ5                   | 80-мм РСЗВ                    | —    | 21.12.23 помічено у використанні українськими військовими                                                                            |
| Данія              | 2С22 «Богдана»                | 155-мм самохідна гаубиця      | 18   | 11.07.24 стало відомо що уряд Данії профінансує виробництво 18 українських колісних гаубиць 2С22 «Богдана» для озброєння Сил оборони |
| Україна            | КБА-48М1                      | 82-мм міномет                 | —    | 29.08.24 фонд допомоги армії «Повернись живим» передав партію мінометів КБА-48М для 21 ОМБр                                          |
| Україна            | 2П22 «Богдана-Б»              | 155-мм причіпна гаубиця       | —    | 24.03.25 до українського війська надійшла перша причіпна гармата 2П22 «Богдана-Б»                                                    |

## Постачання з-за кордону

### Загальна інформація
8 березня 2023 року стало відомо що Південна Корея дозволила експорт САУ із південнокорейськими запчастинами до України. 
18 січня 2024 року у Парижі стартувала «артилерійська коаліція» для України. 7 червня франко-німецька збройова група KNDS офіційно оформлила створення дочірньої компанії в Україні. 

### Постачання що тривають або завершені

#### Ракетні системи
| походження і назва | походження і назва | тип                                    | к-ть | к-ть | подробиці                                                                       |
| ------------------ | ------------------ | -------------------------------------- | ---- | ---- | ------------------------------------------------------------------------------- |
| Данія              | Harpoon            | система запуску протикорабельних ракет | 4    | 4    | 23.05.22 стало відомо про постачання                                            |
| Велика Британія    | MRLS M270B1        | реактивна артилерійська система        | 6    | 6    | 01.06.22 стало відомо передачу трьох MLRS M270B1, 11.08.22 ще трьох             |
| Норвегія           | MRLS M270          | реактивна артилерійська система        | 3    | 3    | 29.06.22 стало відомо про постачання                                            |
| Франція            | LRU                | реактивна артилерійська система        | 4    | 4    | 12.10.22 стало відомо про постачання                                            |
| Італія             | MRLS M270          | реактивна артилерійська система        | 2    | 2    | 29.10.22 стало відомо про постачання                                            |
| Туреччина          | TRGL-230           | реактивна артилерійська система        | —    | —    | 21.11.22 стало відомо про постачання                                            |
| США                | LAND-LGR4          | система запуску ракет APKWS            | —    | —    | 07.05.23 стало відомо про використання систем українськими військовими          |
| Велика Британія    | MRLS M270          | реактивна артилерійська система        | 8    | 8    | 18.05.23 стало відомо про постачання                                            |
| Норвегія           | MRLS M270          | реактивна артилерійська система        | 8    | 8    | 18.05.23 стало відомо про постачання                                            |
| Велика Британія    | Wolfram            | система запуску ракет Brimstone        | —    | —    | 23.07.23 стало відомо про постачання                                            |
| США                | ATACMS             | оперативно-тактичний ракетний комплекс | —    | —    | 17.10.23 вперше було завдано удар по аеродрому у Бердянську                     |
| Німеччина          | HIMARS             | реактивна артилерійська система        | 3    | 3    | у загальному переліку військової допомоги від Німеччини опублікованому 17.10.24 |
| Німеччина          | MARS II            | реактивна артилерійська система        | 5    | 5    | у загальному переліку військової допомоги від Німеччини опублікованому 17.10.24 |
| США                | Harpoon            | система запуску протикорабельних ракет | 2    | 2    | у загальному переліку військової допомоги від США опублікованому 01.11.24       |
| США                | HIMARS             | реактивна артилерійська система        | 40+  | 40+  | у загальному переліку військової допомоги від США опублікованому 01.11.24       |

#### Самохідна артилерія
| походження і назва | походження і назва                                   | тип                                                  | к-ть  | к-ть  | подробиці                                                                                 |
| ------------------ | ---------------------------------------------------- | ---------------------------------------------------- | ----- | ----- | ----------------------------------------------------------------------------------------- |
| Велика Британія    | M109A4BE                                             | 155-мм самохідна гаубиця                             | 20    | 20    | 21.04.22 стало відомо про плани Бельгії щодо постачання гаубиць                           |
| Швеція             | FH77 BW Archer                                       | 155-мм самохідна гаубиця                             | 8     | 8     | 25.04.22 з'явилася інформація про можливість постачання, 09.01.23 анонсоване постачання   |
| Норвегія           | M109A3GN                                             | 155-мм самохідна гаубиця                             | 22    | 22    | 02.05.22 була оприлюднена інформація щодо передачі України самохідних гаубиць M109        |
| Словаччина         | Zuzana 2                                             | 155-мм самохідна артилерійська установка             | 8     | 8     | 30.05.22 було офіційно оголошено про постачання, у січні 2023 отримано 8 з 8              |
| Латвія             | M109A5Ö                                              | 155-мм самохідна гаубиця                             | 6     | 6     | 16.08.22 було оголошено про передачу міністром оборони України                            |
| Латвія             | запчастини до M109A5Ö                                | запчастини до M109A5Ö                                | —     | —     | 16.08.22 було оголошено про передачу міністром оборони України                            |
| Литва              | M113 Panzermörser                                    | 120-мм самохідна мінометна установка                 | 12    | 12    | 13.10.22 стало відомо про постачання                                                      |
| Італія             | PzH 2000                                             | 155-мм самохідна артилерійська установка             | 6     | 6     | 29.10.22 стало відомо про постачання                                                      |
| Італія             | M109L                                                | 155-мм самохідна гаубиця                             | 60    | 60    | 29.10.22 стало відомо про постачання                                                      |
| Норвегія           | M109                                                 | 155-мм самохідна гаубиця                             | 1     | 1     | 25.11.22 стало відомо про постачання                                                      |
| Норвегія           | 20 000 запчастин до M109                             | 20 000 запчастин до M109                             | —     | —     | 25.11.22 стало відомо про постачання                                                      |
| Велика Британія    | AS-90                                                | 155-мм самохідна артилерійська установка             | 30    | 30    | 16.01.23 стало відомо про постачання                                                      |
| Данія              | CAESAR                                               | 155-мм самохідна гаубиця                             | 19    | 19    | 19.01.23 стало відомо про постачання, 13.02.23 в Україні                                  |
| Чехословаччина     | SpGH DANA                                            | 152-мм самохідна артилерійська установка             | 20    | 33    | у загальному переліку військової допомоги від Чехії опублікованому 22.02.23               |
| Чехословаччина     | 2С1 «Гвоздика»                                       | 122-мм самохідна гаубиця                             | —     | 33    | у загальному переліку військової допомоги від Чехії опублікованому 22.02.23               |
| Чехословаччина     | інші самохідні артилерійські установки               | інші самохідні артилерійські установки               | —     | 33    | у загальному переліку військової допомоги від Чехії опублікованому 22.02.23               |
| Словаччина         | Zuzana 2                                             | 155-мм самохідна артилерійська установка             | 16    | 16    | 07.07.23 стало відомо про новий контракт                                                  |
| Німеччина          | Zuzana 2                                             | 155-мм самохідна артилерійська установка             | 2/16  | 2/16  | 02.10.22 стало відомо про контракт, 01.08.23 передано перші дві САУ                       |
| Данія              | Zuzana 2                                             | 155-мм самохідна артилерійська установка             | 2/16  | 2/16  | 02.10.22 стало відомо про контракт, 01.08.23 передано перші дві САУ                       |
| Норвегія           | Zuzana 2                                             | 155-мм самохідна артилерійська установка             | 2/16  | 2/16  | 02.10.22 стало відомо про контракт, 01.08.23 передано перші дві САУ                       |
| Болгарія           | 2С1 «Гвоздика»                                       | 122-мм самохідна гаубиця                             | —     | —     | у загальному переліку військової допомоги від Болгарії опублікованому 13.08.23            |
| Фінляндія          | 122 PSH 74s                                          | 122-мм самохідна гаубиця                             | —     | —     | 25.08.23 помічено в Україні                                                               |
| США                | 2-CT Hawkeye MHS                                     | 105-мм самохідна гаубиця                             | —     | —     | 24.06.24 Американська AM General надала Україні тестовий зразок гаубичної системи Hawkeye |
| Нідерланди         | PzH 2000                                             | 155-мм самохідна артилерійська установка             | 8     | 8     | у загальному переліку військової допомоги від Нідерландів опублікованому 29.09.24         |
| Німеччина          | лазерний підсвітлювач для 155-мм боєприпасів Vulcano | лазерний підсвітлювач для 155-мм боєприпасів Vulcano | 10    | 10    | у загальному переліку військової допомоги від Німеччини опублікованому 17.10.24           |
| Німеччина          | PzH 2000                                             | 155-мм самохідна артилерійська установка             | 14/34 | 14/34 | у загальному переліку військової допомоги від Німеччини опублікованому 17.10.24           |
| Німеччина          | Zuzana 2                                             | 155-мм самохідна артилерійська установка             | 2/14  | 2/14  | у загальному переліку військової допомоги від Німеччини опублікованому 17.10.24           |
| США                | Zuzana 2                                             | 155-мм самохідна артилерійська установка             | 2/14  | 2/14  | у загальному переліку військової допомоги від Німеччини опублікованому 17.10.24           |
| Велика Британія    | Zuzana 2                                             | 155-мм самохідна артилерійська установка             | 2/14  | 2/14  | у загальному переліку військової допомоги від Німеччини опублікованому 17.10.24           |
| Польща             | AHS Krab                                             | 155-мм самохідна артилерійська установка             | 104   | 104   | у загальному переліку військової допомоги від Польщі опублікованому 06.11.24              |
| Польща             | 2S1 Goździk                                          | 122-мм самохідна гаубиця                             | 100   | 100   | у загальному переліку військової допомоги від Польщі опублікованому 06.11.24              |
| Польща             | M120 Rak                                             | 120-мм самохідна мінометна установка                 | 24    | 24    | у загальному переліку військової допомоги від Польщі опублікованому 06.11.24              |
| Данія              | 2С1 «Гвоздика»                                       | 122-мм самохідна гаубиця                             | —     | —     | у загальному переліку військової допомоги від Данії опублікованому 21.01.25               |
| Болгарія           | «Тунджа»                                             | 120-мм самохідна мінометна установка                 | —     | —     | 25.02.25 було помічено у користуванні військовими ЗСУ                                     |
| Швеція             | FH77 BW Archer                                       | 155-мм самохідна гаубиця                             | 18    | 18    | 13.03.25 стало відомо що Швеція передасть Україні 18 САУ Archer                           |
| Велика Британія    | AS-90                                                | 155-мм самохідна артилерійська установка             | —     | —     | 03.05.25 стало відомо що Британія передала Україні всі AS-90, що мала на озброєнні        |
| Франція            | CAESAR                                               | 155-мм самохідна гаубиця                             | ?/240 | ?/240 | 22.05.25 стало відомо що Франція всього передасть 240 САУ до кінця 2025 року              |

#### Причіпна артилерія
| походження і назва                                                        | походження і назва                    | тип                                   | к-ть | подробиці                                                                                                   |
| ------------------------------------------------------------------------- | ------------------------------------- | ------------------------------------- | ---- | --- |
| Канада                                                                    | M777                                  | 155-мм причіпна гаубиця               | 4    | 22.04.22 стало відомо про постачання у складі пакету військової допомоги                                    |
| Австралія                                                                 | M777                                  | 155-мм причіпна гаубиця               | 6    | 27.04.22 стало відомо про постачання артилерії                                                              |
| Португалія                                                                | M114A1                                | 155-мм причіпна гаубиця               | 0    | 07.05.22 стало відомо про постачання зброї з Португалії, згодом Україна відмовилася від зброї як застарілої |
| Італія                                                                    | FH-70                                 | 155-мм причіпна гаубиця               | —    | 13.05.22 стало відомо про постачання зброї з Італії                                                         |
| Нова Зеландія                                                             | L119                                  | 105-мм причіпна гаубиця               | 40   | 23.05.22 стало відомо про постачання зброї з Нової Зеландії                                                 |
| Канада                                                                    | 10 замінних стволів до M777           | 10 замінних стволів до M777           | —    | 15.06.22 стало відомо про постачання                                                                        |
| Велика Британія                                                           | L119                                  | 105-мм причіпна гаубиця               | 50   | 30.06.22 стало відомо про постачання                                                                        |
| Велика Британія                                                           | L119                                  | 105-мм причіпна гаубиця               | 36   | 21.07.22 озвучені у переліку зброї з нового пакету військової допомоги Великої Британії                     |
| Хорватія                                                                  | М-46                                  | 130-мм гармата                        | 15+  | 13.08.22 стало відомо про постачання                                                                        |
| Литва                                                                     | M101                                  | 105-мм причіпна гаубиця               | 18   | 07.09.22 стало відомо про передачу Литвою гаубиць                                                           |
| Франція                                                                   | TRF1                                  | 155-мм причіпна гаубиця               | 15   | 08.09.22 французькі ЗМІ повідомили, що Україна отримає 155-мм причіпні гаубиці TRF1                         |
| Іспанія                                                                   | OTO Melara Mod 56                     | 105-мм причіпна гаубиця               | —    | 26.11.22 стало відомо про проходження українськими військовими підготовку з експлуатації гаубиць у Іспанії  |
| Естонія                                                                   | FH-70                                 | 155-мм причіпна гаубиця               | 24   | 19.01.23 стало відомо про постачання Естонією усіх своїх гаубиць FH-70 та 2А18 Д-30                         |
| Естонія                                                                   | 2А18 Д-30                             | 122-мм причіпна гаубиця               | 36   | 19.01.23 стало відомо про постачання Естонією усіх своїх гаубиць FH-70 та 2А18 Д-30                         |
| Фінляндія                                                                 | 152K89                                | 152-мм причіпна гармата               | —    | 12.04.23 помічено в Україні                                                                                 |
| Словенія                                                                  | M2A1                                  | 105-мм причіпна гаубиця               | 16   | 26.04.24 стало відомо про постачання                                                                        |
| Румунія                                                                   | M1981                                 | 152-мм причіпна гармата-гаубиця       | —    | 16.05.23 помічено в Україні                                                                                 |
| Португалія                                                                | 105-мм причіпна гаубиця               | 105-мм причіпна гаубиця               | 9    | 21.06.23 стало відомо про постачання                                                                        |
| Болгарія                                                                  | Д-20                                  | 152-мм причіпна гармата-гаубиця       | —    | у загальному переліку військової допомоги від Болгарії опублікованому 13.08.23                              |
| 31.08.23 стало відомо що BAE Systems виготовлятиме гаубиці L119 в Україні |                                       |                                       |      | |
| Фінляндія                                                                 | 130 K 54                              | 130-мм гармата                        | —    | 28.09.23 помічено в Україні                                                                                 |
| Україна                                                                   | БС-3                                  | 100-мм польова гармата                | —    | 21.10.23 помічено в Україні                                                                                 |
| США                                                                       | M777                                  | 155-мм причіпна гаубиця               | 200+ | у загальному переліку військової допомоги від США опублікованому 01.11.24                                   |
| США                                                                       | M119A3                                | 105-мм причіпна гаубиця               | 72   | у загальному переліку військової допомоги від США опублікованому 01.11.24                                   |
| США                                                                       | замінні стволи до 105-мм гаубиць M119 | замінні стволи до 105-мм гаубиць M119 | —    | у загальному переліку військової допомоги від США опублікованому 01.11.24                                   |
| Іспанія                                                                   | OTO Melara Mod 56                     | 105-мм причіпна гаубиця               | 2    | у липні 2025 стало відомо про постачання протягом 2024 року                                                 |
| Чехословаччина                                                            | 2А18 Д-30                             | 122-мм причіпна гаубиця               | 6    | 21.07.25 стало відомо що Чеські волонтери зібрали кошти на купівлю шести гаубиць Д-30                       |

#### РСЗВ
| походження і назва | походження і назва                     | тип                                    | к-ть | к-ть | подробиці                                                                       |
| ------------------ | -------------------------------------- | -------------------------------------- | ---- | ---- | ------------------------------------------------------------------------------- |
| Україна            | 57-мм ракетна установка на базі пікапу | 57-мм ракетна установка на базі пікапу | —    | —    | 15.01.23 стало відомо про постачання                                            |
| Чехословаччина     | RM-70                                  | реактивна система залпового вогню      | 1    | 1    | 20.02.23 стало відомо про початок збору коштів волонтерами                      |
| Чехословаччина     | RM-70                                  | реактивна система залпового вогню      | 20+  | 38   | у загальному переліку військової допомоги від Чехії опублікованому 22.02.23     |
| Чехословаччина     | інші реактивні системи                 | інші реактивні системи                 | —    | 38   | у загальному переліку військової допомоги від Чехії опублікованому 22.02.23     |
| Хорватія           | RAK-SA-12                              | реактивна система залпового вогню      | —    | —    | 30.04.23 стало відомо про озброєння прикордонників 128-мм РСЗВ                  |
| Румунія            | APR-40                                 | 122-мм РСЗВ                            | 4+   | 4+   | щонайменше чотири APR-40 були помічені у користуванні ЗСУ 10.05.23              |
| Болгарія           | БМ-21 «Град»                           | 122-мм РСЗВ                            | —    | —    | у загальному переліку військової допомоги від Болгарії опублікованому 13.08.23  |
| Чехословаччина     | BM-21MT Striga                         | 122-мм РСЗВ                            | —    | —    | 04.11.23 помічено в Україні                                                     |
| Румунія            | APR-40                                 | 122-мм РСЗВ                            | 32+  | 32+  | 11.03.24 помічено під час транспортування до України у кількості 32 штук        |
| Німеччина          | 70-мм ракетна установка на базі пікапу | 70-мм ракетна установка на базі пікапу | 20   | 20   | у загальному переліку військової допомоги від Німеччини опублікованому 17.10.24 |
| Польща             | БМ-21 «Град»                           | 122-мм РСЗВ                            | 39   | 39   | у загальному переліку військової допомоги від Польщі опублікованому 06.11.24    |
| Україна            | 122-мм РСЗВ на базі HMMWV              | 122-мм РСЗВ на базі HMMWV              | —    | —    | 17.05.25 стало відомо що НГУ озброїли реактивними установками на базі HMMWV     |
| Україна            | M93A3 Heron                            | 70-мм ракетна установка                | —    | —    | 05.08.25 помічено у користуванні Силами Оборони України                         |

#### Міномети
| походження і назва                                                                               | походження і назва            | тип                                        | к-ть  | подробиці |
| ------------------------------------------------------------------------------------------------ | ----------------------------- | ------------------------------------------ | ----- | --- |
| Польща                                                                                           | LMP-2017                      | 60-мм піхотний міномет                     | 100   | згідно оприлюдненої інформації про постачання з Польщі у лютому 2022                                                                   |
| Литва                                                                                            | 120-мм міномет                | 120-мм міномет                             | 20    | інформація про постачання мінометів була оприлюднена 17.06.22                                                                          |
| США                                                                                              | HM-16                         | 120-мм міномет                             | —     | помічені в Україні 14.07.22 (ймовірно поставлені як попередньо конфіскований вантаж)                                                   |
| Чехія                                                                                            | vz. 82 PRAM-L                 | 120-мм міномет                             | —     | 12.08.22 було помічено в Україні |
| Азербайджан                                                                                      | 20N5                          | 82-мм міномет                              | —     | 14.08.22 було помічено в Україні |
| Фінляндія                                                                                        | 120 KRH 92                    | 120-мм міномет                             | —     | 15.08.22 було помічено в Україні |
| —                                                                                                | M60CMA                        | 60-мм піхотний міномет                     | —     | 20.08.22 помічено в Україні |
| США                                                                                              | HM-19                         | 82-мм міномет                              | —     | помічені в Україні 30.08.22 (ймовірно поставлені як попередньо конфіскований вантаж)                                                   |
| —                                                                                                | M-240                         | 240-мм міномет                             | —     | 28.09.22 помічено в Україні |
| США                                                                                              | HM-15                         | 82-мм міномет                              | —     | 29.09.22 помічено в українських військових (ймовірно поставлені як попередньо конфіскований вантаж)                                    |
| Боснія і Герцеговина                                                                             | M69A                          | 82-мм міномет                              | —     | 20.11.22 помічено в Україні |
| Італія                                                                                           | Mod. 63                       | 120-мм міномет                             | —     | 29.10.22 стало відомо про постачання                                                                                                   |
| Бельгія                                                                                          | MO-120-RT                     | 120-мм міномет                             | 4     | 06.11.22 стало відомо про постачання                                                                                                   |
| Італія                                                                                           | MO-120-RT61                   | 120-мм міномет                             | —     | 07.12.22 помічено в Україні |
| Україна                                                                                          | 120-мм міномет                | 120-мм міномет                             | 6/186 | 24.12.22 стало відомо про збір коштів фондом «Повернись живим»                                                                         |
| Чорногорія                                                                                       | 60-мм міномет                 | 60-мм міномет                              | —     | 11.02.23 стало відомо про постачання                                                                                                   |
| Чорногорія                                                                                       | 82-мм міномет                 | 82-мм міномет                              | —     | 11.02.23 стало відомо про постачання                                                                                                   |
| Іспанія                                                                                          | Alakran                       | 120-мм міномет на базі Toyota Land Cruiser | —     | у загальному переліку військової допомоги від Іспанії опублікованому 29.05.23                                                          |
| Україна                                                                                          | 120-мм міномет                | 120-мм міномет                             | —     | 01.08.23 118 ОБрТрО отримала міномети від фонду «Повернись живим»                                                                      |
| Болгарія                                                                                         | M60CMA                        | 60-мм міномет                              | —     | у загальному переліку військової допомоги від Болгарії опублікованому 13.08.23                                                         |
| Україна                                                                                          | 82-мм міномет                 | 82-мм міномет                              | 53    | 09.10.23 благодійний фонд «Повернись Живим» передав 53 82-мм міномети пʼяти бригадам сил територіальної оборони ЗСУ                    |
| 15.11.23 стало відомо що «Українська бронетехніка» з початку вторгнення поставила 1000 мінометів |                               |                                            |       | |
| Україна                                                                                          | бікаліберний 30/40-мм міномет | бікаліберний 30/40-мм міномет              | —     | 26.11.23 стало відомо що Збройні Сили використовують український бікаліберний 30/40-мм міномет                                         |
| Україна                                                                                          | 82-мм міномет                 | 82-мм міномет                              | 300   | 11.12.23 стало відомо про постачання зброї в рамках ініціативи «ОКО ЗА ОКО 2»                                                          |
| Україна                                                                                          | 120-мм міномет                | 120-мм міномет                             | 8     | 20.02.24 видання «Українська правда» оплатило для військових вісім 120-мм мінометів                                                    |
| Україна                                                                                          | 120-мм міномет                | 120-мм міномет                             | 6     | 29.04.24 фонд допомоги армії «Повернись живим» передав українським морським піхотинцям партію 120-мм мінометів                         |
| Україна                                                                                          | 120-мм міномет                | 120-мм міномет                             | 26    | 01.05.24 фонд «Повернись живим» передав ССО ЗСУ партію з 26 нових 120-мм мінометів                                                     |
| Україна                                                                                          | 82-мм міномет                 | 82-мм міномет                              | 16    | 02.07.24 фонд допомоги армії «Повернись живим» передав Збройним Силам України партію українських мінометів                             |
| Україна                                                                                          | KTH1 Komando                  | 60-мм міномет                              | —     | 09.07.24 Черкаська обласна військова адміністрація передала військовим турецькі міномети KTH1 Komando                                  |
| Нідерланди                                                                                       | MO-120-HB                     | 120-мм міномет                             | —     | у загальному переліку військової допомоги від Нідерландів опублікованому 29.09.24                                                      |
| Нідерланди                                                                                       | міномет                       | міномет                                    | —     | у загальному переліку військової допомоги від Нідерландів опублікованому 29.09.24                                                      |
| США                                                                                              | 120-мм міномет                | 120-мм міномет                             | 47    | у загальному переліку військової допомоги від США опублікованому 01.11.24                                                              |
| США                                                                                              | 82-мм міномет                 | 82-мм міномет                              | 10    | у загальному переліку військової допомоги від США опублікованому 01.11.24                                                              |
| США                                                                                              | M252A1                        | 81-мм міномет                              | 112   | у загальному переліку військової допомоги від США опублікованому 01.11.24                                                              |
| США                                                                                              | M252A2                        | 81-мм міномет                              | 112   | у загальному переліку військової допомоги від США опублікованому 01.11.24                                                              |
| США                                                                                              | M224                          | 60-мм міномет                              | 58    | у загальному переліку військової допомоги від США опублікованому 01.11.24                                                              |
| Україна                                                                                          | 120-мм міномет                | 120-мм міномет                             | 32    | 07.11.24 воїни підрозділів активних дій Головного управління розвідки Міноборони України отримали міномети від фонду «Повернись живим» |
| Україна                                                                                          | 120-мм міномет                | 120-мм міномет                             | 8     | 23.01.25 22 ОМБр отримала міномети і вантажівки від фонду «Повернись живим»                                                            |
| Україна                                                                                          | 120-мм міномет                | 120-мм міномет                             | 6     | 39 ОБрБО отримала 120-мм міномети від фонду «Повернись живим»                                                                          |
| Україна                                                                                          | 120-мм міномет                | 120-мм міномет                             | 7     | фонд «Повернись живим» придбав для Черкаської тероборони партію з семи 120-мм мінометів                                                |
| Україна                                                                                          | МП-120                        | 120-мм міномет                             | 50+   | компанія «Українська бронетехніка» виготовила та передала війську партію 120-мм мінометів                                              |
| Україна                                                                                          | 120-мм міномет                | 120-мм міномет                             | 18    | 01.04.25 військові отримали міномети від фонду «Повернись живим» та Львівської міської ради                                            |
| Україна                                                                                          | М-160                         | 160-мм міномет                             | —     | 14.06.25 стало відомо що ЗСУ отримали на озброєння міномет М-160                                                                       |
| Україна                                                                                          | 82-мм міномет                 | 82-мм міномет                              | 10    | 23.06.25 благодійний фонд «Повернись живим» передав на потреби 22 ОМБр міномети                                                        |
| Україна                                                                                          | 60-мм міномет                 | 60-мм міномет                              | 1000+ | 22.07.25 стало відомо що «Українська бронетехніка» у 2024 році випустила понад 1000 мінометів                                          |
| Україна                                                                                          | 82-мм міномет                 |                                            | 1000+ | 22.07.25 стало відомо що «Українська бронетехніка» у 2024 році випустила понад 1000 мінометів                                          |
| Україна                                                                                          | 120-мм міномет                |                                            | 1000+ | 22.07.25 стало відомо що «Українська бронетехніка» у 2024 році випустила понад 1000 мінометів                                          |
| Україна                                                                                          | 120-мм міномет                | 120-мм міномет                             | 14    | 07.08.25 фонд «Повернись живим» передав озброєння для 125 ОВМБр                                                                        |

### Заплановані постачання
| походження і назва | походження і назва | тип                                          | к-ть  | подробиці |
| ------------------ | ------------------ | -------------------------------------------- | ----- | --- |
| Німеччина          | RCH 155            | 155-мм самохідна гаубиця                     | 0/36  | у загальному переліку військової допомоги від Німеччини опублікованому 19.09.24                                                                                    |
| Польща             | NSM                | береговий протикорабельний ракетний комплекс | —     | 28.06.23 стало відомо про можливість постачання |
| Туреччина          | T-155 Fırtına      | 155-мм самохідна гаубиця                     | —     | 05.07.23 стало відомо про плани постачання |
| Німеччина          | PzH 2000           | 155-мм самохідна артилерійська установка     | 0/100 | 27.07.22 Німеччина схвалила продаж Україні сотні самохідних гаубиць, станом на листопад 2023 питання не вирішене                                                   |
| Нідерланди         | DITA               | 155-мм самохідна гаубиця                     | 0/15  | 28.02.24 стало відомо що Нідерланди замовляють для України новітні САУ DITA, які вперше показали в 2021 році                                                       |
| Люксембург         | CAESAR             | 155-мм самохідна гаубиця                     | 0/1   | 31.05.24 Люксембург оголосив про замовлення для українських військових однієї САУ Caesar                                                                           |
| Велика Британія    | AS-90              | 155-мм самохідна гаубиця                     | 0/10  | 07.07.24 стало відомо про новий пакет військової допомоги від Великобританії                                                                                       |
| Франція            | CAESAR             | 155-мм самохідна гаубиця                     | 0/18  | 18.07.24 стало відомо що Франція готує новий пакет військової допомоги для України, йдеться про 128 бронемашин VAB, 18 самохідних гаубиць Caesar та 24 легкі танки |
| Велика Британія    | AS-90              | 155-мм самохідна гаубиця                     | 0/16  | 26.09.24 стало відомо про заплановане постачання |
| Бельгія            | CAESAR             | 155-мм самохідна гаубиця                     | 0/3   | 03.10.24 стало відомо про можливість постачання |
| Франція            | CAESAR             | 155-мм самохідна гаубиця                     | 0/12  | 20.10.24 стало відомо що Франція передасть Україні 12 додаткових САУ Caesar за рахунок заморожених російських активів                                              |

## Трофеї[204]
| походження і назва | походження і назва | тип                                      | к-ть | подробиці                                                                                     |
| ------------------ | ------------------ | ---------------------------------------- | ---- | --------------------------------------------------------------------------------------------- |
| 2Б9 «Волошка»      | 2Б9 «Волошка»      | 82-мм автоматичний міномет               | 4    | задокументовано 4 неушкоджених трофеї станом на 24.05.23                                      |
| 2С12 «Сани»        | 2С12 «Сани»        | 120-мм міномет                           | 10   | задокументовано 7 неушкоджених трофеїв 2С12 та 3 2С12А станом на 10.01.23                     |
|                    |                    |                                          |      |                                                                                               |
| МТ-12 «Рапіра»     | МТ-12 «Рапіра»     | 100-мм протитанкова гармата              | 8    | задокументовано 8 неушкоджених трофеїв станом на 24.05.23                                     |
| 2Б16 «Нона-К»      | 2Б16 «Нона-К»      | 120-мм причіпна артилерійська установка  | 7    | задокументовано 7 неушкоджених трофеїв станом на 24.05.23                                     |
| 2С9 «Нона»         | 2С9 «Нона»         | 120-мм самохідна артилерійська установка | 5    | задокументовано 5 неушкоджених трофеїв станом на 24.05.23                                     |
| 2С34 «Хоста»       | 2С34 «Хоста»       | 120-мм самохідна артилерійська установка | 2    | задокументовано 2 неушкоджених трофея станом на 24.05.23                                      |
| 2С23 «Нона-СВК»    | 2С23 «Нона-СВК»    | 120-мм самохідна мінометна установка     | 3    | задокументовано 3 неушкоджених трофеї станом на 24.05.23                                      |
| 2А18 Д-30          | 2А18 Д-30          | 122-мм причіпна гаубиця                  | 32   | задокументовано 32 неушкоджених трофеї станом на 24.05.23                                     |
| 2С1 «Гвоздика»     | 2С1 «Гвоздика»     | 122-мм самохідна гаубиця                 | 8    | задокументовано 8 неушкоджених трофеїв станом на 24.05.23                                     |
| 2А65 «Мста-Б»      | 2А65 «Мста-Б»      | 152-мм причіпна гаубиця                  | 29   | задокументовано 29 неушкоджених трофеїв станом на 24.05.23                                    |
| 2С19 «Мста-С»      | 2С19 «Мста-С»      | 152-мм самохідна гаубиця                 | 49   | задокументовано 34 неушкоджених трофеї 2С19 «Мста-С» та 15 2С33 «Мста-СМ2» станом на 24.05.23 |
| 2С3 «Акація»       | 2С3 «Акація»       | 152-мм самохідна гаубиця                 | 31   | задокументовано 31 неушкоджених трофеїв станом на 24.05.23                                    |
| 2С5 «Гіацинт-С»    | 2С5 «Гіацинт-С»    | 152-мм корпусна самохідна гармата        | 6    | задокументовано 6 неушкоджених трофеїв станом на 24.05.23                                     |
| 2А36 «Гіацинт-Б»   | 2А36 «Гіацинт-Б»   | 152-мм причіпна гармата                  | 7    | задокументовано 7 неушкоджених трофеїв станом на 24.05.23                                     |
| Д-20               | Д-20               | 152-мм причіпна гармата-гаубиця          | 2    | задокументовано 2 неушкоджених трофея станом на 24.05.23                                      |
| 2С7М «Малка»       | 2С7М «Малка»       | 203-мм самохідна артилерійська установка | 1    | задокументовано 1 неушкоджений трофей станом на 24.05.23                                      |
|                    |                    |                                          |      |                                                                                               |
| БМ-21 «Град»       | БМ-21 «Град»       | 122-мм РСЗВ                              | 31   | задокументовано 31 неушкоджений трофей станом на 24.05.23                                     |
| БМ-27 «Ураган»     | БМ-27 «Ураган»     | 220-мм РСЗВ                              | 6    | задокументовано 6 неушкоджених трофей станом на 24.05.23                                      |
| 9К51М «Торнадо-Г»  | 9К51М «Торнадо-Г»  | 122-мм РСЗВ                              | 6    | задокументовано 6 неушкоджених трофей станом на 24.05.23                                      |
| ТОС-1А             | ТОС-1А             | вогнеметна РСЗВ                          | 1    | задокументовано 1 неушкоджений трофей станом на 24.05.23                                      |
| Б-8В20А            | Б-8В20А            | 80-мм установка для некерованих ракет    | —    | 28.08.22 помічені в українських військових                                                    |
|                    |                    |                                          |      |                                                                                               |
| здобуто трофеїв    | здобуто трофеїв    | здобуто трофеїв                          | 218  | 218                                                                                           |

## Втрати
Показана знищена, покинута та захоплена техніка у кількості понад 10 одиниць.
| походження і назва | тип                         | к-ть | подробиці                                                        |
| ------------------ | --------------------------- | ---- | ---------------------------------------------------------------- |
| 2С1 «Гвоздика»     | 122-мм самохідна гаубиця    | 40   | задокументовано 40 втрачених 2С1 «Гвоздика» станом на 01.02.23   |
| M777               | 155-мм причіпна гаубиця     | 32   | задокументовано 32 втрачених M777 станом на 01.02.23             |
| БМ-21 «Град»       | 122-мм РСЗВ                 | 25   | задокументовано 25 втрачених БМ-21 «Град» станом на 01.02.23     |
| 2С3 «Акація»       | 152-мм самохідна гаубиця    | 21   | задокументовано 21 втрачених 2С3 «Акація» станом на 01.02.23     |
| МТ-12 «Рапіра»     | 100-мм протитанкова гармата | 15   | задокументовано 15 втрачених МТ-12 станом на 01.02.23            |
| 2А36 «Гіацинт-Б»   | 152-мм причіпна гармата     | 10   | задокументовано 10 втрачених 2А36 «Гіацинт-Б» станом на 01.02.23 |